# Bergensgade
Bergensgade er en gade i Indre By (København), der går i en kurve fra Østbanegade til Kristianiagade og et kort stykke videre som en blind vej. Gaden blev opkaldt efter den vestnorske storby Bergen i 1897 og er en del af en gruppe gader omkring Kristianiagade, der er opkaldt efter norske steder og personer.
I forlængelse af den blinde vej er der en sti med det uofficielle navn Ho Chi Minh-stien, der fører op til Kastelsvej.

## Bygninger og beboere
Mellem Østbanegade og Kristianiagade ligger der etageejendomme med herskabslejligheder. Det meste af den sydvestlige side udgøres af en sådan hjørneejendom fra 1905 (Bergensgade 1-5 og Kristianiagade 4-6). Den er udstyret med lejligheder på omkring to hundrede kvadratmeter og prydes af både spir og karnapper i flere etager. Den nordøstlige side overfor udgøres af hjørneejendomme, der har indgange fra enten Østbanegade, Kristianiagade eller den mellemliggende Trondhjemsgade.
Ved den blinde vejstump ligger der to villaer. Nr. 10 blev opført i 1897 som vinterbolig for maleren P.S. Krøyer og hans hustru Marie Krøyer. Udover værelser til beboelse rummede det atelier og mørkekammer for P.S. Krøyer og arbejdsrum for Marie Krøyer. De var i øvrigt stærkt involveret i indretningen af huset. P.S. Krøyer tegnede således de mørke paneler i huset, ligesom han designede dørhåndtag med parrets initialer. Hun stod så til gengæld for et rækværk til trappen med motiver af blomster og svaner. I disse omgivelser modtog de så mange af datidens kunstnere. Det endte imidlertid med, at parret blev separeret i 1905 og villaen solgt. Den er senere blevet bygget om med indskydelse af en ekstra etage og inddragelse af P.S. Krøyers højloftede atelier.
Villa Peberbøssen overfor i nr. 11 blev ligeledes opført i 1897 men af Carl Brummer for grosserer Qvist-Petersen. I 1982 blev villaen sammen med Kristianiagade 3 stillet til rådighed for Sovjetunionens ambassade, der allerede holdt til i Kristianiagade 5. Efter Sovjetunionens opløsning udgør de nu tilsammen Ruslands ambassade.

## Ho Chi Minh-stien
Det var oprindeligt meningen, at Bergensgade skulle have fortsat til krydset mellem Kastelsvej og Lipkesgade, så den sammen med sidstnævnte kunne udgøre en forbindelse mellem den dengang nye Østerport Station og Classensgade. Det blev imidlertid ikke til noget, men i stedet kom der en gang- og cykelsti på det manglende stykke. Stien, der knækker et par gange undervejs, er omgivet af hegn og mure på begge sider. Den eneste afbrydelse er en indgang til Garnisons Kirkegård, der ligger langs en del af den vestlige side af stien. Nord for kirkegården ligger den britiske ambassade, mens nogle af Langelinieskolens bygninger ligger på den østlige side.
Stien blev tidligere uofficielt kaldt for Kielerkanalen, formentlig fordi den var nabo til det tyske gesandtskab indtil 1945. Omkring 1970 fik den det uofficielle navn Ho Chi Minh-stien efter et netværk af stier og veje, der blev benyttet under Vietnamkrigen på den tid. I 1970'erne benyttede demonstranter i kvarteret slagordet "Ho-Ho-Ho-Chi-Minh" under demonstrationer mod den nærliggende amerikanske ambassade.